# Gheorghe Popa (deputat)
Gheorghe Popa (n. 3 mai 1956) este un deputat moldovean în Parlamentul Republicii Moldova, ales în Legislatura 2005-2009 pe listele Partidului Comuniștilor.
În perioada 26 aprilie 2004 - 25 august 2005, a fost membru supleant în delegația Republicii Moldova la Adunarea Parlamentară a Consiliului Europei. Vorbește limba engleză.